# Weltkunstzimmer

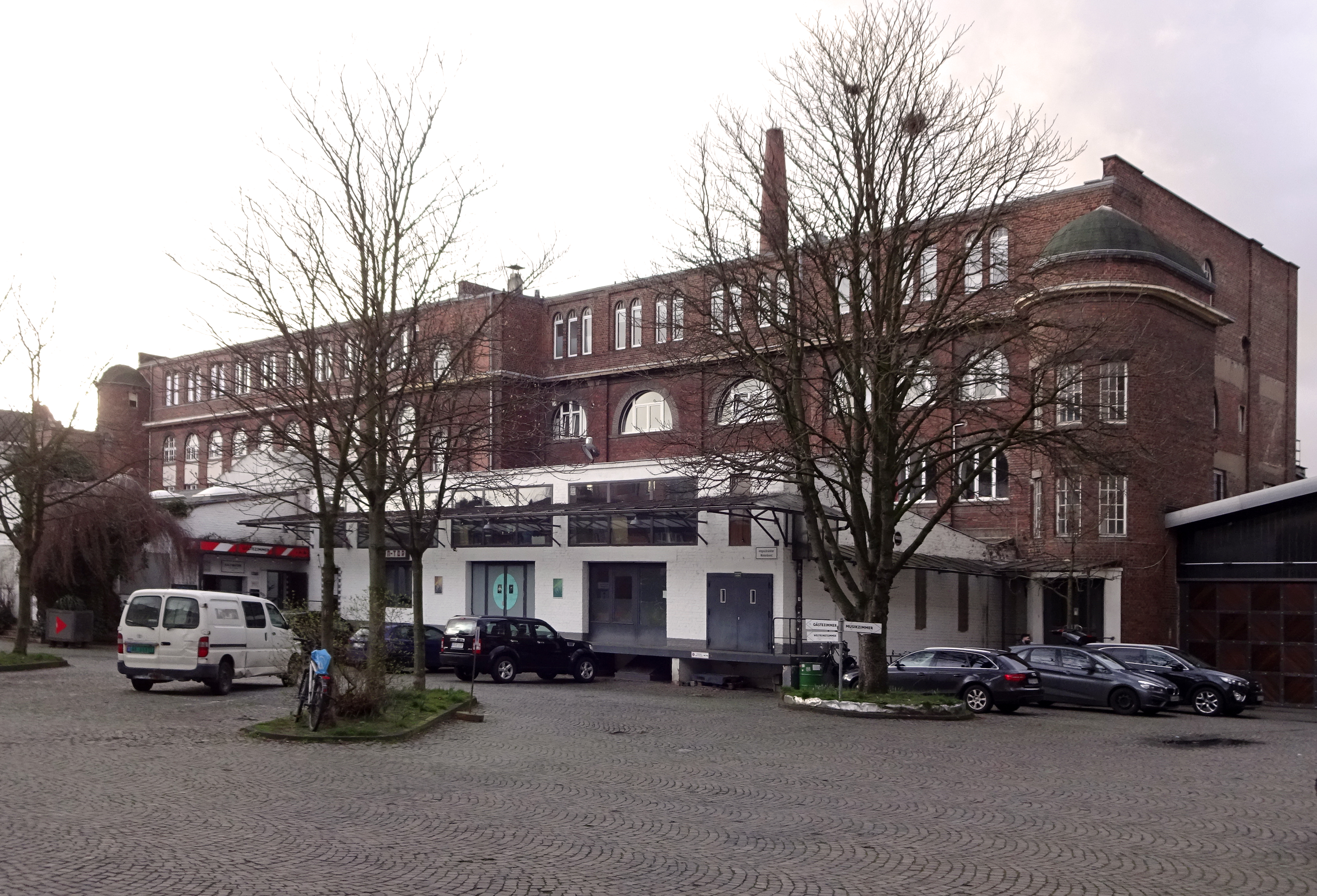
Weltkunstzimmer, ehemalige Backfabrik und deren Hofraum in Düsseldorf-Flingern (2019)

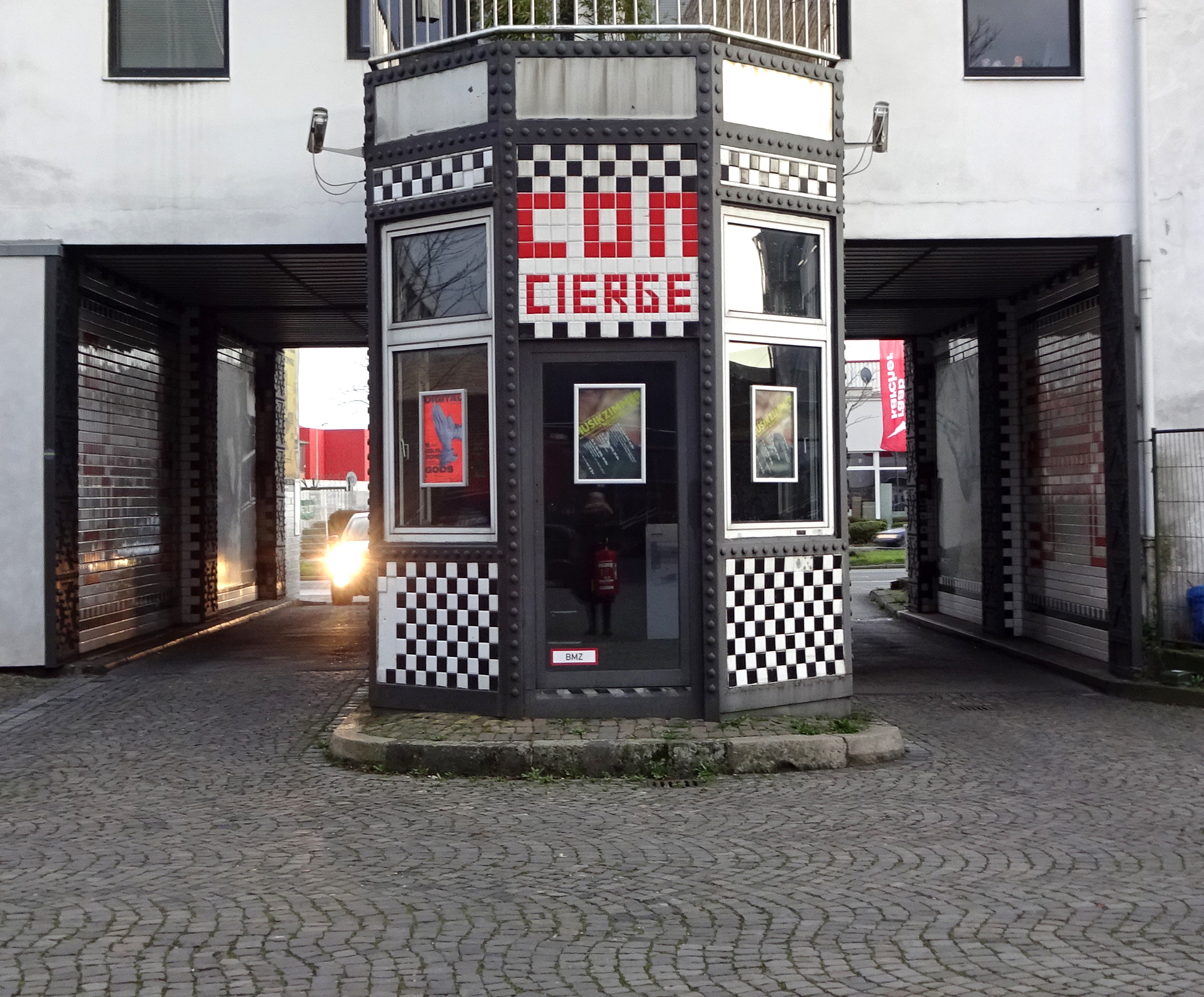
Toreinfahrt (Hofseite) an der Ronsdorfer Straße 77a mit historischem Pförtnerhaus in Stahlfachwerk

Weltkunstzimmer ist das Kunstzentrum der Hans-Peter-Zimmer-Stiftung in der ehemaligen Backfabrik einer Konsumgenossenschaft in Düsseldorf an der Ronsdorfer Straße 77a. Seine verschiedenen Räume, die eine Gesamtfläche von rund 10.000 m² über zwei Geschosse umfassen, dienen Ausstellungen, Performances und Präsentationen in den Bereichen Kunst, Theater, Tanz, Film und Musik.

## Geschichte
In den 1970er Jahren erwarb Hans Peter „Pezi“ Zimmer (1946–2009), ein als Geschäftsmann zu Wohlstand gelangter Elektriker, die bis 1910 im Düsseldorfer Stadtteil Flingern durch die Architekten Moritz Schreiner und Werner Stahl erbaute, seit 1997 unter Denkmalschutz stehende Backfabrik der Konsumgenossenschaft „Allgemeiner Consumverein Freies Rheinland“ samt Hofraum. In den 1980er Jahren begann er damit, das verschachtelte, etwas heruntergekommene Objekt unter zu modernisieren und unter der Bezeichnung „CON-SUM“ zu einem Zuhause für Kreative vieler verschiedener Couleur und diverse Handwerksbetriebe umzugestalten. Es wurden dort auch Räume temporär an Künstler und Galeristen vergeben. Als Mieter vereinigten sich Achim Duchow, Joe Brockerhoff (1952–2023), Bernd Engberding (* 1951) und Wolfgang Schäfer (* 1955) zu einer losen Künstlergemeinschaft auf einer großen Etage. Früh etablierte sich die Galerie „Raum 77a“. Es entstanden ferner 65 Proberäume für Bands, die die Möglichkeit boten, eine musikalische Subkultur von Punk über Reggae bis Heavy Metal fernab des Mainstreams und der Altstadt zu etablieren. Unter anderem fanden hier Doro Pesch und Warlock zueinander. Auch die Broilers und Volker Bertelmann probten dort. Als Vermächtnis ihres Gründers nahm im Frühjahr 2011 die 2009 initiierte Hans-Peter-Zimmer-Stiftung nach staatlicher Anerkennung als gemeinnützige Stiftung ihre Arbeit auf. Im Oktober 2012 gründete die Stiftung unter dem Namen Weltkunstzimmer ihr Projekt eines neuen, interdisziplinären Kunstzentrums zur Förderung von bildender und darstellender Kunst sowie Musik.
Neben einem White Cube bestehen verschiedene multifunktionale Räume in industriearchitektonischer Anmutung mit Gebrauchsspuren und Patina. Im November 2024 wurden erste Pläne des Konzeptkünstlers Mischa Kuball und seines Teams (Lea Schleiffenbaum, Vanessa Joan Müller, Yukiko Shikata und Marguerite Pilven) vorgestellt, das Kunstzentrum in Zusammenarbeit mit der Hans-Peter-Zimmer-Stiftung ab 2025 für eine ganzjährige und eigenständige Nutzung weiterzuentwickeln, um bis zu drei Projekte parallel durchführen zu können.

## Projekte (Auswahl)
- 2023: Comic und Manga Convention[10]
- 2023: 6. Urban Space Video Walk: Fragile Energien, Kurzfilmfestival[11]
- 2023: Ein Mensch ist keine Fackel, Soundinstallation der Künstlergruppe Krux (Sophia Otto, Elsa Weiland, Joseph Baader, Vincent Stange)[12]
- 2022: Die Wirklichkeit ist sowieso da, Gemeinschaftsausstellung von 31 Künstlern[13]
- 2022: Comic und Manga Convention[14]
- 2021: Ein Garten der sich einmal täglich um sich selber dreht, Ausstellung von Petra Knyrim und Thomas Stricker[15]
- 2018: Burn it!, Kunstausstellung zum Thema Feuer[16]